# Hiroyuki Inagaki
Hiroyuki Inagaki (jap. 稲垣 博行, Inagaki Hiroyuki; * 24. April 1970 in der Präfektur Shizuoka) ist ein ehemaliger japanischer Fußballspieler.

## Karriere
Inagaki erlernte das Fußballspielen in der Schulmannschaft der Fujieda Higashi High School und der Universitätsmannschaft der Hōsei-Universität. Seinen ersten Vertrag unterschrieb er 1993 bei Yanmar Diesel (heute: Cerezo Osaka). Der Verein spielte in der zweithöchsten Liga des Landes, der Japan Football League. 1994 gewann er mit dem Verein den Kaiserpokal. 1994 wurde er mit dem Verein Meister der Japan Football League und stieg in die J1 League auf. Für den Verein absolvierte er 47 Erstligaspiele. 1999 wechselte er zum Drittligisten Yokohama FC. 1999 und 2000 wurde er mit dem Verein Meister der Japan Football League. Für den Verein absolvierte er 17 Spiele. Ende 2000 beendete er seine Karriere als Fußballspieler.

## Erfolge
Cerezo Osaka
- Kaiserpokal

Finalist: 1994